# Росс (Тасмания)
Росс (англ. Ross) — небольшой исторический город (town) на востоке центральной части Тасмании (Австралия), расположенный на реке Маккуори, в географическом регионе Мидлендс. Согласно переписи 2016 года, население Росса составляло 276 человек.

## География

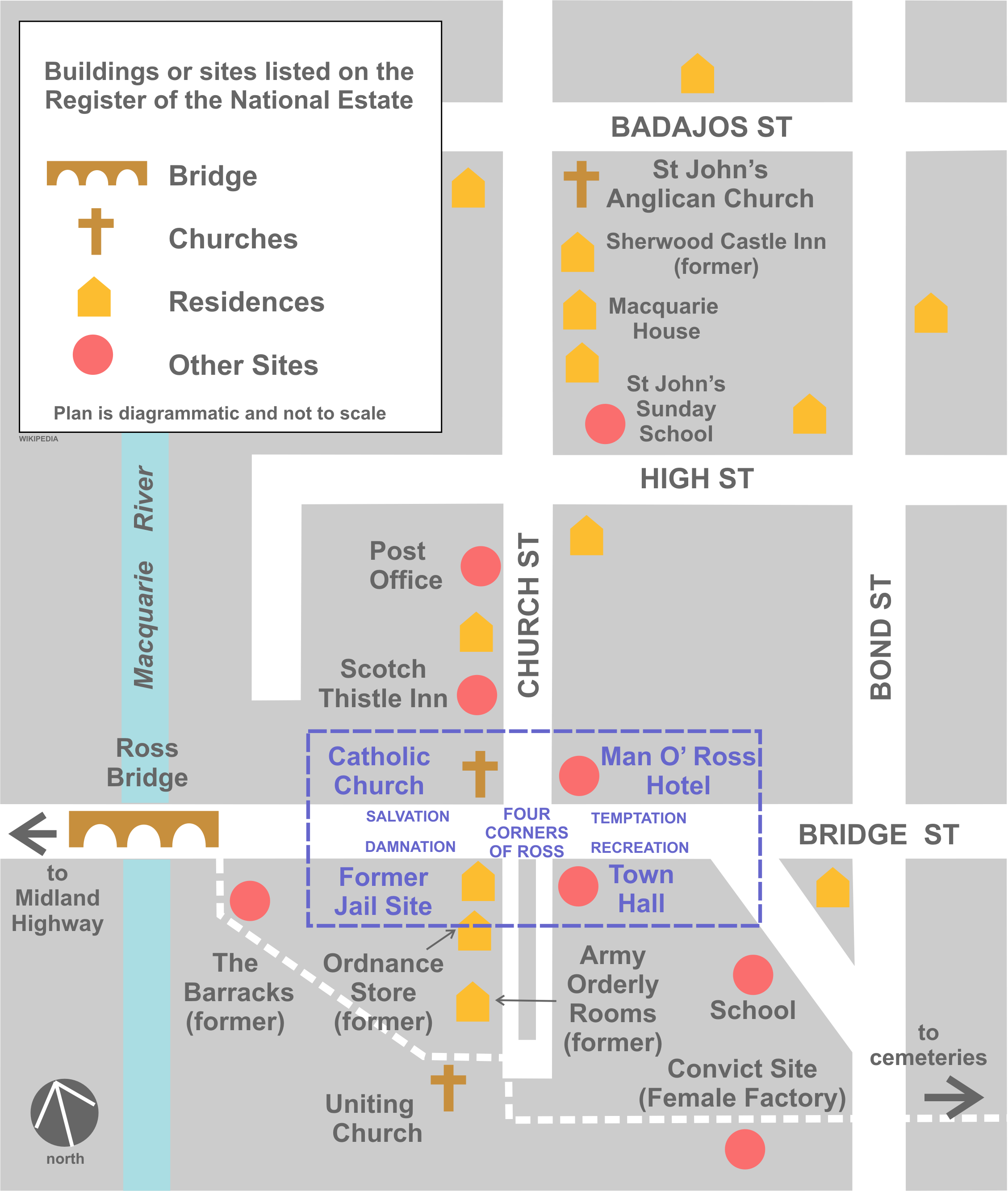
Карта-схема центральной части Росса

Город Росс находится на реке Маккуори в её среднем течении, где она течёт с юга на север. Река Маккуори является притоком реки Саут-Эск, которая у Лонсестона впадает в эстуарий Теймар, соединяющийся с Бассовым проливом.
Немного западнее Росса проходит автомобильная дорога  Мидленд-Хайвей (Midland Highway), соединяющая столицу штата Тасмания Хобарт с Лонсестоном — вторым по величине городом Тасмании, находящимся недалеко от северного побережья острова. Росс находится примерно в 120 км севернее Хобарта и в 80 км юго-восточнее Лонсестона.

## История
Поселение было названо «Росс» в 1821 году Лакланом Маккуори (Lachlan Macquarie), который был губернатором колонии Новый Южный Уэльс в 1810—1821 годах.
В XIX веке Росс являлся одним из важных остановочных пунктов на пути из Хобарта в Лонсестон, где меняли лошадей для экипажей. Там же располагался военный гарнизон.
К 1877 году в районе Росса проживало около 900 человек, при этом население самого Росса не превышало 350—400 человек.

## Население
Согласно переписи населения 2016 года, население Росса составляло 276 человек, 46,2 % мужчин и 53,8 % женщин. Средний возраст жителей Росса составлял 59 лет.
| 1996 | 2001 | 2006 | 2011 | 2016 |
| ---- | ---- | ---- | ---- | ---- |
| 275  | 272  | 272  | 271  | 276  |

## Достопримечательности

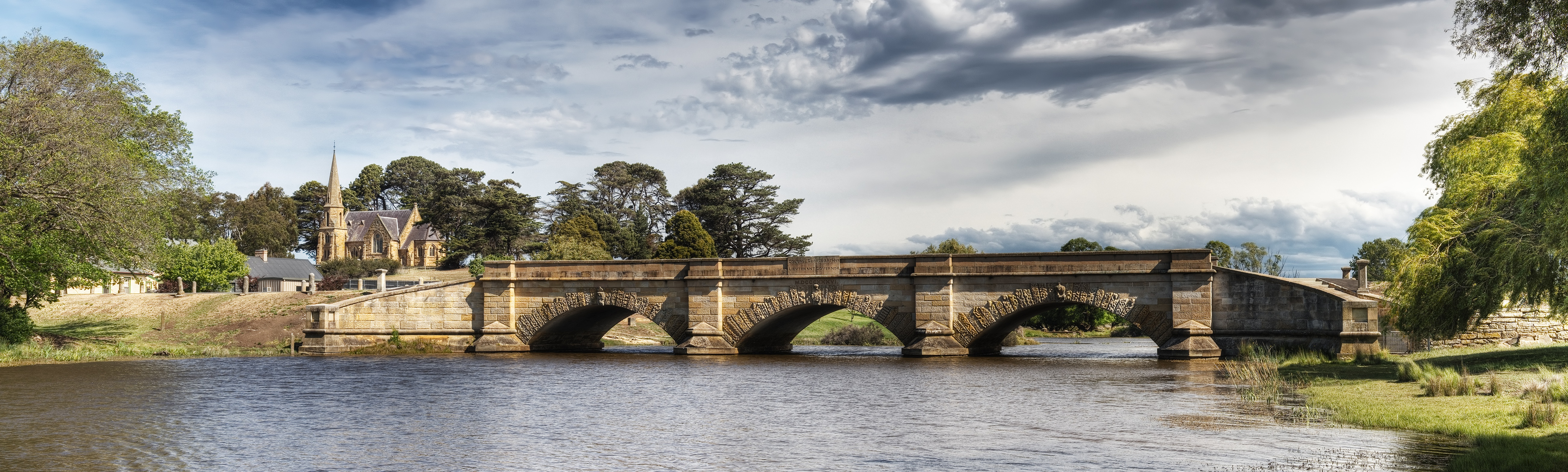
Панорама моста Росс-Бридж

Одной из главных достопримечательностей Росса является мост Росс-Бридж через реку Маккуори, построенный в 1830—1836 годах с использованием труда заключённых. Росс-Бридж — третий по возрасту из самых старых мостов Австралии, сохранившихся до сих пор.
В Россе сохранилось около сорока исторических зданий, из которых не менее двадцати двух находятся на Чёрч-стрит (Church Street).